# Mauricia Arguibel de Pereyra
Mauricia Arguibel de Pereyra (Buenos Aires, 1762) fue una mujer destacada en la sociedad de su época por su labor caritativa. 

## Biografía
Mauricia Arguibel de Pereyra nació en Buenos Aires en 1762, hija de Felipe de Arguibel-importante naviero, de ascendencia vasca francesa- y Andrea López Cossio y Terán, descendiente de conquistadores de Plata. Era hermana del patriota Andrés Arguibel, principal agente encubierto de la revolución de Mayo en España y de Teodora de Arguibel madre de Encarnación Ezcurra mujer del gobernador de Buenos Aires Juan Manuel de Rosas
En 1787 casó con el español Bautista Leonardo Pereyra de Castro. Tuvo numerosos hijos: Juan Manuel (1790), quien combatió en las Invasiones Inglesas en el Tercio de Galicia muriendo a raíz de las heridas recibidas en Retiro,  Luis José Pereira Arguibel (1792), quien combatió también contra los ingleses y en el Ejército de los Andes, desarrollando luego una importante carrera política y militar en Chile, María Martina, María de la Concepción, Simón José (1801), María Josefa, Ana María, María del Tránsito, Mariano José (1805), Justo Román (1807), Mateo y María Antonia Pereyra Arguibel.
Destacó en la sociedad de su época por su notable inteligencia y  su labor en auxilio de los indigentes de su ciudad, por la que era conocida como "San Rafael Arcángel". Instruida en medicina, atendía también la salud de los necesitados y les proveía medicamentos. En un caso que tomó amplia difusión salvó la vida de una mujer envenenada por su marido, luego ajusticiado por las autoridades. 
Su marido al fallecer prematuramente la dejó en situación precaria, pese a lo cual Mauricia se hizo cargo de las hijas de un vecino, el vasco Martín Iraola, viudo de María Francisca Brid. Con el tiempo, dos de sus hijos se casarían con dos Iraola y los hijos de ambos matrimonios (primos hermanos) harían lo mismo iniciando así la tradicional familia porteña de los Pereyra Iraola.